# Honvéd téri református templom
A modernista stílusban épült Honvéd téri református templom (eredeti nevén Új Magyar Hajnal Temploma) Szeged második református temploma, amelyet Borsos József tervei alapján 1941 és '44 között építettek a belváros déli peremén.
Szeged túlnyomóan római katolikus többségű város volt a 20. század elejéig. Az első világháborús vereség után azonban megnövekedett a városba érkező reformátusok száma, akik többnyire az elcsatolt országrészekből érkező magyarok voltak. A református egyházközösségnek korábban csak a Kálvin téren épült temploma működött, ám ez egyre szűkebbnek bizonyult. Már a háború után fölmerült egy újabb református templom építésének a lehetősége, ám a gazdasági világválság ezt a tervet elsöpörte. 1940-ben Horthy Miklós 1000 pengős alapítványt hozott létre az új szegedi református templom fölépítésére, Szeged városa pedig a Kiskörút egyik saroktelkét ajánlotta fel az építkezés céljára.
A szegedi református gyülekezet 9 református magyar építész számára meghívásos tervpályázatot írt ki, amelyet a debreceni Borsos József nyert meg. Borsos egy vasbeton szerkezetű, elegáns kinézetű klinkertéglával borított épület terveit nyújtotta be, amelyet mázas cserepekből kirakott fényes tető borít. A református puritanizmus (illetve az újabb világháború anyagi terhei) miatt a tetőre végül egyszerű cserép, a falakra pedig nyerstégla került. A templom alaprajza szabályos ötszög. A szabályos mértani formák a templom homlokzatán több helyen is feltűnnek. A torony oldalán sorakozó ablakok egyenlő szárú háromszögek, a torony tetője pedig piramis alakot képez. A toronyóra lapjait belülről kivilágítható fehér négyzetek alkotják. Az ötszög belsejében elhelyezett gyülekezeti terem 300 hívő fogadására képes, a karzaton 70 ember foglalhat helyet. A torony alatti bejárat fölött színes mozaikon a református egyház jelképe, az Isten Báránya látható. Az épület két oldalán színes üvegablakok foglalnak helyet. Az épületet tervező Borsos József azt szerette volna, ha a református templom méltóan egészíti ki a Dóm látványát a városképben.
A református templom építkezése 1941. szeptember 7-én kezdődött és a világháború évei alatt is folytatódott. A létesítmény 1944 nyarára állt szerkezetkészen, az első istentiszteletre csak a harcok befejeződése után, 1947. november 30-án kerülhetett sor. A templomot 1949. december 26-án szentelték föl.